# Ferrovia Torgau-Belgern
La ferrovia Torgau-Belgern era una linea ferroviaria tedesca.

## Percorso
| Unknown route-map component "eABZg+r" |

| Station on track |

| Unknown route-map component "xABZgr" |

| Unknown route-map component "exBHF" |

| Unknown route-map component "exBHF" |

| Unknown route-map component "exBHF" |

| Unknown route-map component "exBHF" |

| Unknown route-map component "exKBHFe" |